# Первый захват Никеи сельджуками
Первый захват Никеи сельджуками — сражения во время войны между Византийской империей и турками-сельджуками, шедшие в 1077—1078 гг. Окончательное взятие города войсками сельджуков произошло в 1078 году.

## Предыстория
После сражения при Манцикерте в 1071 году турки-сельджуки предложили Византии выгодные условия мира: империя теряла крепости Манцикерт и Антиохия, а также отказывалась от некоторых владений в восточной Анатолии.
Однако вскоре после заключения мира император Византии Роман IV Диоген был низложен; мирный договор был разорван Византией. Армия, посланная византийцами против сельджуков, была разгромлена в 1073. Вскоре в армии начались восстания, а в империи разразилась гражданская война. Турки начали стремительное продвижение вглубь Малой Азии.
Новый император, Никифор III, уже не мог ничего сделать с турками-сельждуками, которые к 1077 году завоевали почти всю Малую Азию. Тогда командование византийской армией было поручено успешному полководцу Алексею Комнину; до этого он занимался подавлением различных восстаний в Тарсе, Эпире и Малой Азии.

## Захват Никеи
Город был сильным опорным пунктом для Византии и был очень хорошо укреплён, поэтому осада его стала очень трудным для сельджуков испытанием. В течение 1077 и 1078 город много раз переходил из рук в руки, пока наконец не был окончательно захвачен сельджуками в 1078. Город был принят сельджуками как цена за помощь в различных удачных переворотах и интригах, которые произошли в течение гражданской войны в Византийской империи. В 1080-е Никея становится столицей Румского султаната.

## Последствия
Потеря Никеи была самым жестоким поражением Византии в войне с сельджуками. Долгое время Никея оставалась крепким форпостом в руках Византии и терялась византийцами только в течение нескольких лет на протяжении VII века.
Несмотря на то, что турки стали менее организованны и слабее, а также больше интересовались походами в Сирию и Левант, Никифор III так и не сумел воспользоваться случаем и вернуть Никею. В 1081 он был низложен Алексеем Комнином, который начал планомерное отвоевание земель империи в Малой Азии и вернул Никею в 1097 с помощью крестоносцев.